# キングス・クロス駅
キングス・クロス駅（キングス・クロスえき、英語：King's Cross station）は、ロンドンの主要ターミナル駅の一つである。

## 概要
イギリスの主要鉄道幹線の1つであるイースト・コースト本線の南の終着駅となっている。駅はカムデン・ロンドン特別区内のキングス・クロス地区に位置している。
すぐ西隣にはユーロスターの終着駅であるセント・パンクラス駅があり、2つの駅はロンドン地下鉄のキングス・クロス・セント・パンクラス駅を共有している。ユーストン駅も近く徒歩圏内である。
1852年に完成した駅舎はイギリス指定建造物1級に指定される文化財である。特に錬鉄製のトレインシェッドは最も古い時代の建築である。
なお「King's」の英米語での発音は/kɪŋz/であることから、発音に則した形でカタカナ表記すると「キングズ」となるが、慣用的に清音の「キングス」を用いる例が多い。
数年来の大規模な再開発は、建設中のホテルとオフィスを除き終了している。キングスクロス駅周辺のエリアには新大英図書館ビル、Googleのオフィスやガーディアン新聞社、リージェンツ運河、世界有名なアートカレッジのセントラル・セント・マーチンズがある。

## 歴史

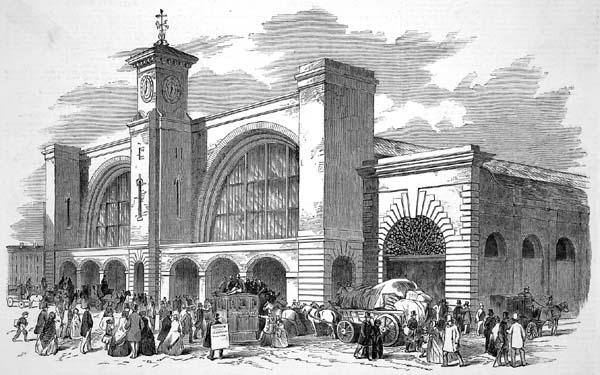
開業当初のキングス・クロス駅
（1852年のイラスト）

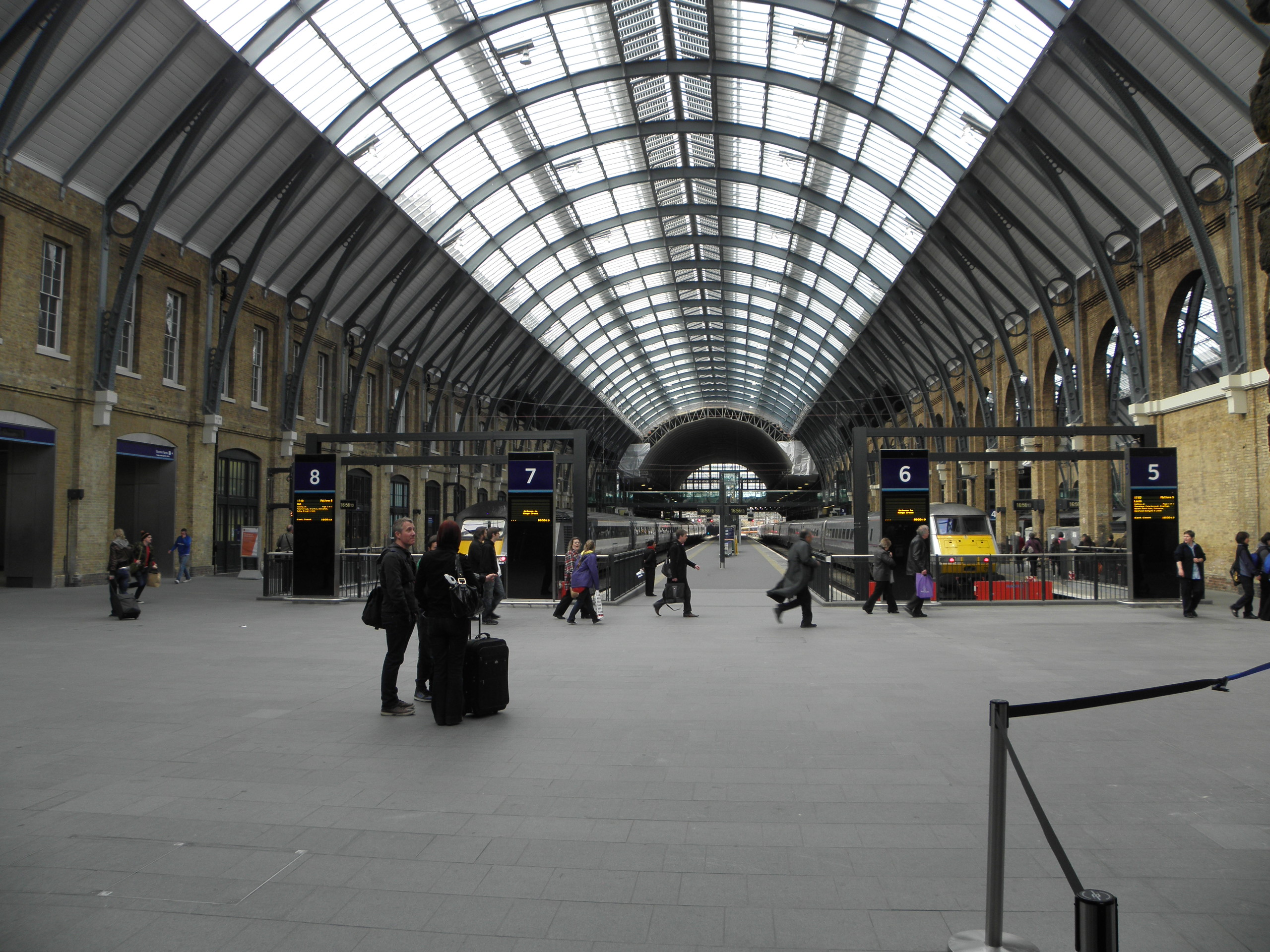
乗り場の様子

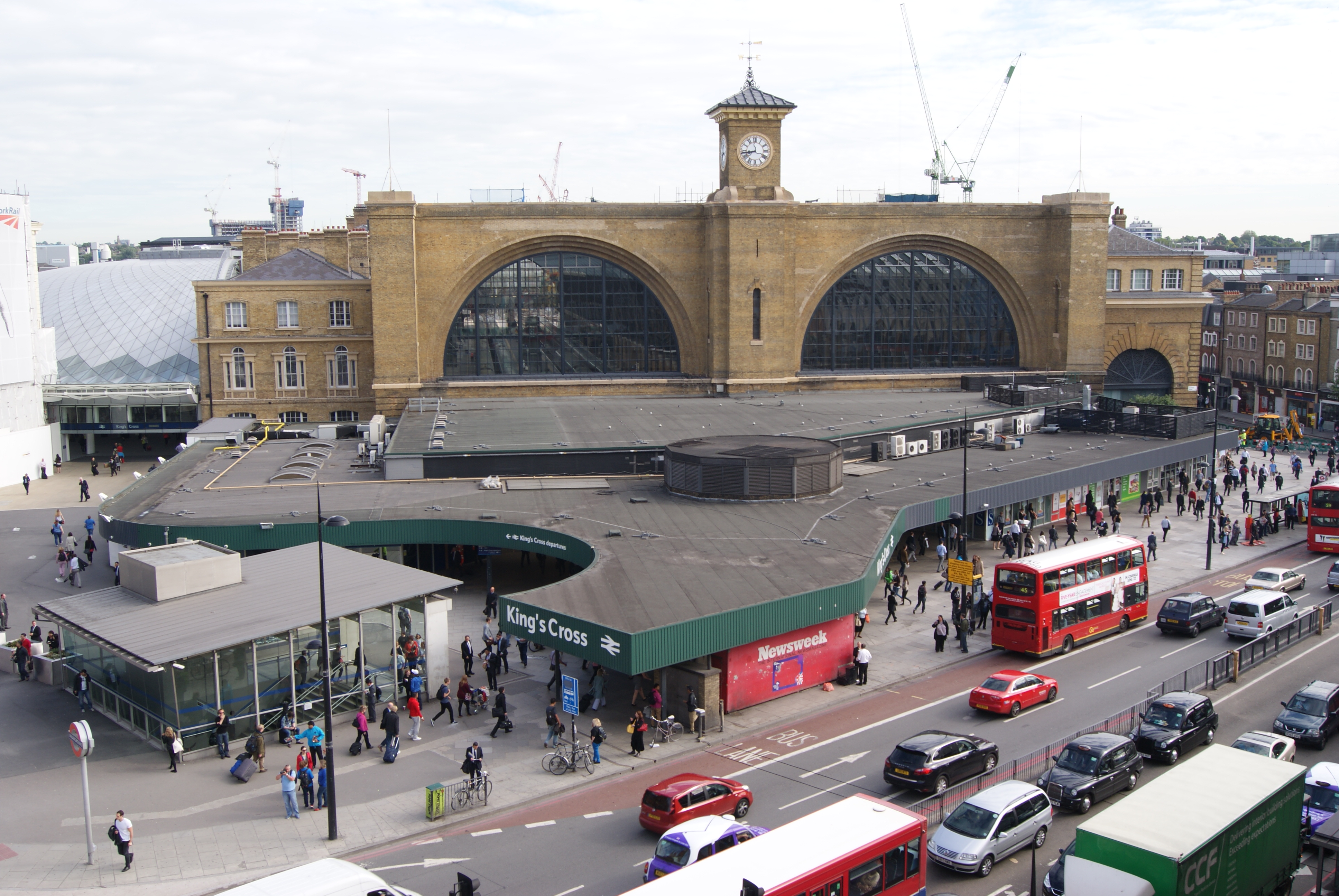
駅前の増築部分（2012年）
左奥に新コンコースが見える

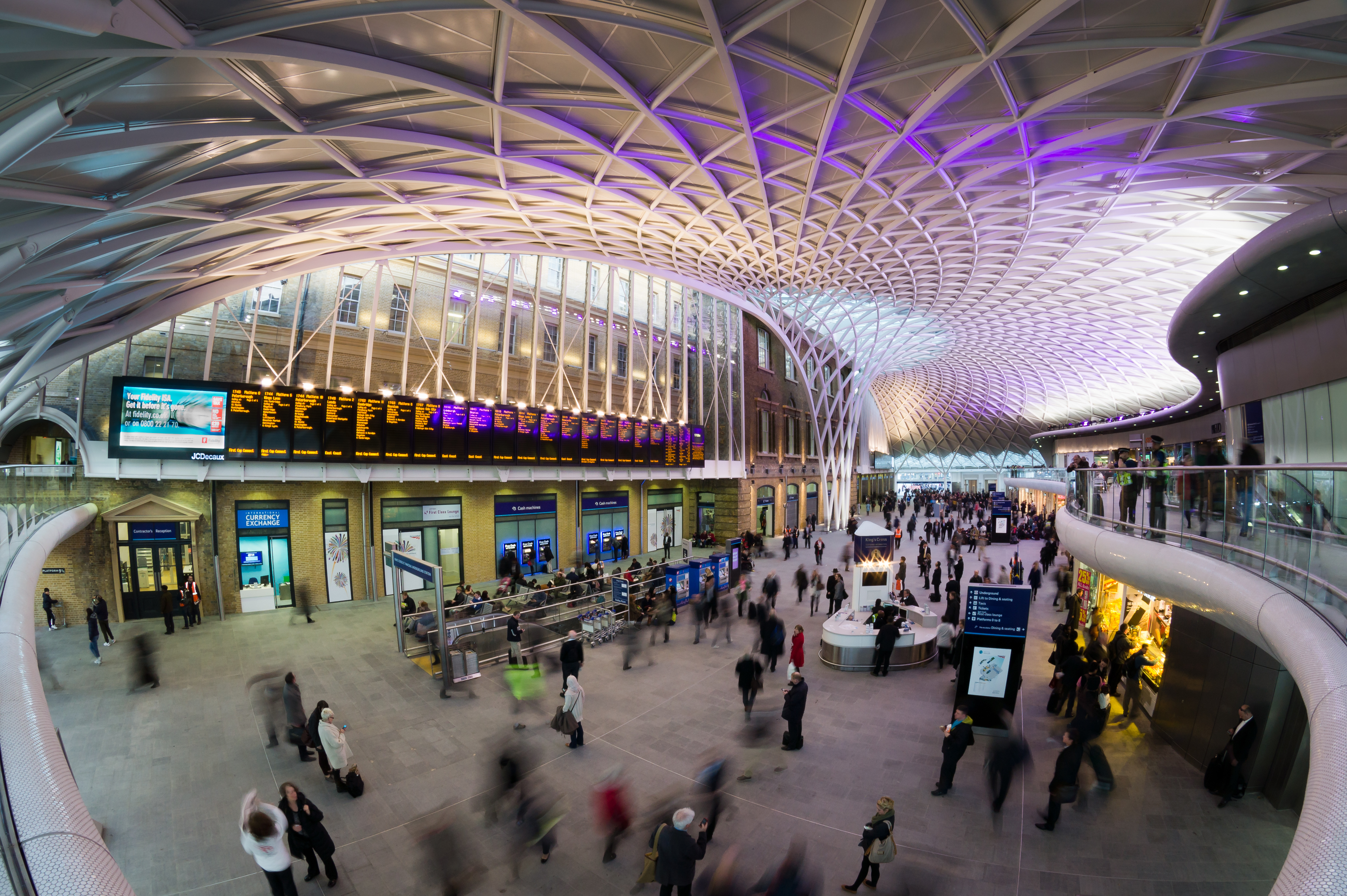
新コンコースの出発時刻表示板

キングス・クロス駅は元々グレート・ノーザン鉄道のロンドン・ハブおよびイースト・コースト本線の終着駅として計画・建設された。駅名は地区名がそのまま採用された。その地区名はジョージ4世の記念碑に由来するが、記念碑は1845年に取り壊されている。
駅の全体計画は1848年にジョージ・ターンブル（George Turnbull）により作成された。ターンブルはグレート・ノーザン鉄道のロンドンの北の最初の20マイルの建設を行った常勤技師だった。
駅舎の設計者は建築家のルイス・キュービット（Lewis Cubitt）である。建設工事は1851年から翌1852年にかけて行われ、1番線から8番線までを含む駅の主要部分は1852年10月14日に完成した。長大な2連アーチのトレインシェッドを囲むようにレンガ造りの駅舎が配置され、南面にはこのトレインシェッドと連続する2連アーチのエントランスが設置された。
当初は到着プラットフォームと出発プラットフォームが各1本ずつしかなく（それぞれ現在の1番線と8番線に該当）、両者の間は留置線として使われていた。その後、輸送量の増大にともないプラットフォームが増設され5面8線のレイアウトになった。その後さらに近郊線用の短いプラットフォーム（現在の9番線から11番線、そしてフィクションの9¾番線）が西側に増築された。
1972年、1階建ての地下鉄乗換コンコースが駅の正面に建設された。イギリス指定建造物である駅舎のファサードを隠しているこの増築部分には批判があったが、この建物はその後40年に渡って使用された。
1973年9月10日、予約ホールでIRA暫定派の爆弾が爆発、6人が重軽傷を負った。3ポンド（1.4キログラム）の装置は警告なしに駅構内に投げ込まれた。犯人の若者はすぐに人混みの中へ逃れ、捕まっていない。
1976年以前、キングス・クロス駅の一部は中間駅だった。フィンズベリー・パーク駅からの南方面行きの近郊列車は、ここからヨーク・ロードのカーブ沿いに地下を走り、ファリンドン駅、バービカン駅、そしてムーアゲート駅に向かうシティ・ワイドゥンド線に接続した。他の方面では、ムーアゲートからの列車がホテル・カーヴ経由でワイドゥンド線を降り16番線で本線に合流した。1976年8月以降ムーアゲート駅への運行はノーザン・シティ線経由へと迂回されている。
1987年のキングス・クロス火災は地下鉄キングス・クロス・セント・パンクラス駅で発生し、31人の死者が出た。その後、地下鉄駅は大規模な改修工事が行われ、エスカレーターの木造ステップは金属製のものに交換された。第1期工事は2006年に完成し、第2期工事は2011年に完成した。
1996年に鉄道が民営化されると、当駅への急行運行はグレート・ノース・イースタン・レイルウェイ（GNER）に引き継がれた。同社は2005年に営業免許の再入札に成功したが経営難により運行権を剥奪され、2007年にナショナル・エクスプレス・イースト・コーストに引き継がれた。しかし、同社もまた経営難に陥り、2009年には国営のイースト・コーストが営業を開始した。2015年にはヴァージン・トレインズ・イースト・コーストの下民間企業による運行に戻ったが、2018年にはロンドン・ノース・イースタン・レールウェイとして再度国営化された。

近年の都市民族学によると 、キングス・クロス駅はケルト人の女王ブーディカ（Boudica）の最後の戦場の上に建設された。彼女の遺体はあるプラットフォームの下に埋葬されていて、駅の下をブーディカの亡霊が行き交っているとされている。

## 駅舎の復元
2005年、5億ポンドの復元計画がネットワーク・レールから発表された。同計画は2007年11月9日、カムデン・ロンドン特別区議会で承認された。
主な内容は、トレインシェッドを創建当時の姿に復元する事と1972年の増築部分を撤去して駅前広場を設置する事である。また、駅舎西側に乗り換え用の半円形のコンコースが建設された。新しいコンコースは1972年のコンコース、ショッピング・エリア、そしてナショナル・エクスプレス・イースト・コースト切符売り場を置き換え、駅構内のインターシティと近郊列車の施設が統合された。また、セント・パンクラス駅へのアクセスも改善された。2014年、復元工事は概ね完了した。
関連事業として、キングスクロス駅とセント・パンクラス駅に挟まれた地区で大規模な都市再開発事業（キングス・クロス・セントラル）が行われた。約2,000戸の新しい住宅、486,280平方メートル（5,234,000平方フィート）のオフィス、そして新しい道路が建設された。この再開発計画は議論を呼び、 設計への改善を求める地域運動が起きた。

## 著作での利用

### ハリー・ポッター

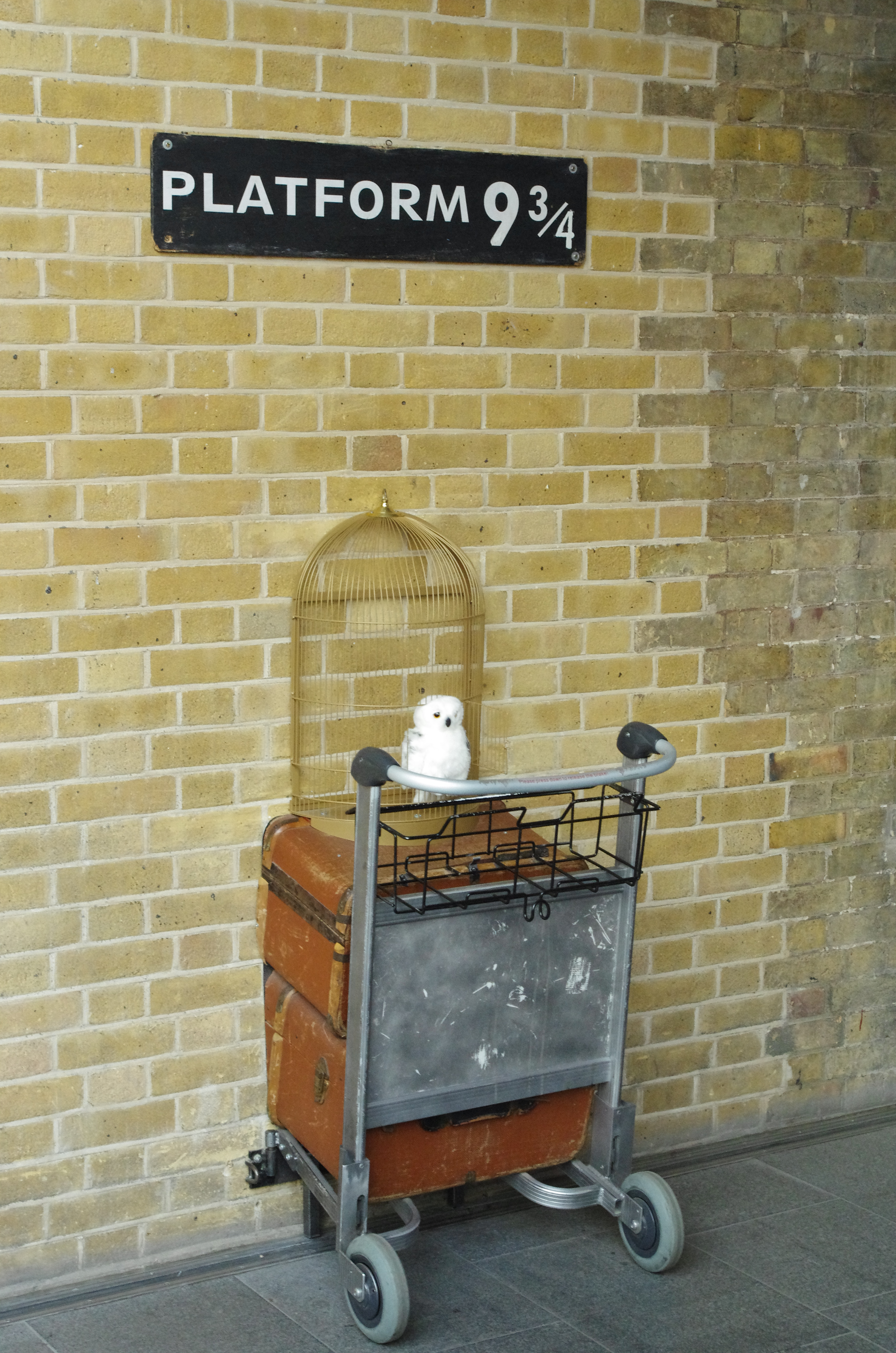
9¾番線

キングス・クロス駅は小説『ハリー・ポッター』シリーズにホグワーツ特急の始発駅として登場する。作中では、ホグワーツ特急の発着線は9¾番線（9と3/4番線）になっており、9番線と10番線の間（9番線と10番線のプラットホーム上）の煉瓦の壁（9番線と10番線を分離する壁ではない）を通り抜けることで往くことができる設定である。
しかし、実際は9番線10番線ともに主駅舎とは別の建物にあり、さらに両者は、原作の設定が想定しているように島式ホームではなく対面式ホームになっているため、煉瓦の壁も存在しない。原作者のJ・K・ローリングが後年語ったところでは、ホグワーツ特急の発着線を、駅舎の主要な場所にしようと考えていたが、プラットフォームの番号を間違って覚えてしまったとのことである。2001年のインタビューでは、キングス・クロス駅とユーストン駅を混同してしまったと述べている（もっとも、ユーストン駅の9番線と10番線もまた対面式ホームである）。
映画版ではこのシーンは、キングス・クロス駅の4番線と5番線を、9番線と10番線に見立てて撮影が行われている。更に、『ハリー・ポッターと秘密の部屋』では駅の外観も登場するが、ここでは隣接するセント・パンクラス駅の外観が使われた。これは、ゴシック様式のファサードが実際のキングス・クロス駅よりも印象的であると考えられたためである。
映画公開時、9番線と10番線の外側の地面にホグワーツ特急を示す大きなフロア・パネルが設置されたが、後に撤去された。その後、9番線と10番線のある建物の壁に、「Platform 9¾」を示す鋳鉄製の標識と、壁の中に半分めり込んだ荷物カートのオブジェが設置されている。
「Kings Cross」は『ハリー・ポッターと死の秘宝』の第35章のタイトルでもあり、それは駅と同じ位置に置かれている。同駅は、『ハリー・ポッター』シリーズの最後の舞台として同書のエピローグに登場する。

### 汽車のえほん
ウィルバート・オードリーの絵本『汽車のえほん』シリーズに登場する機関車ゴードンはかつてキングス・クロス駅に乗り入れていたと、12巻『八だいの機関車』内の『ゆうめいになったゴードン』で語っている。なお、『汽車のえほん』は『きかんしゃトーマス』として映像化されているが、『ゆうめいになったゴードン』は未映像化となっている。

## スペリング

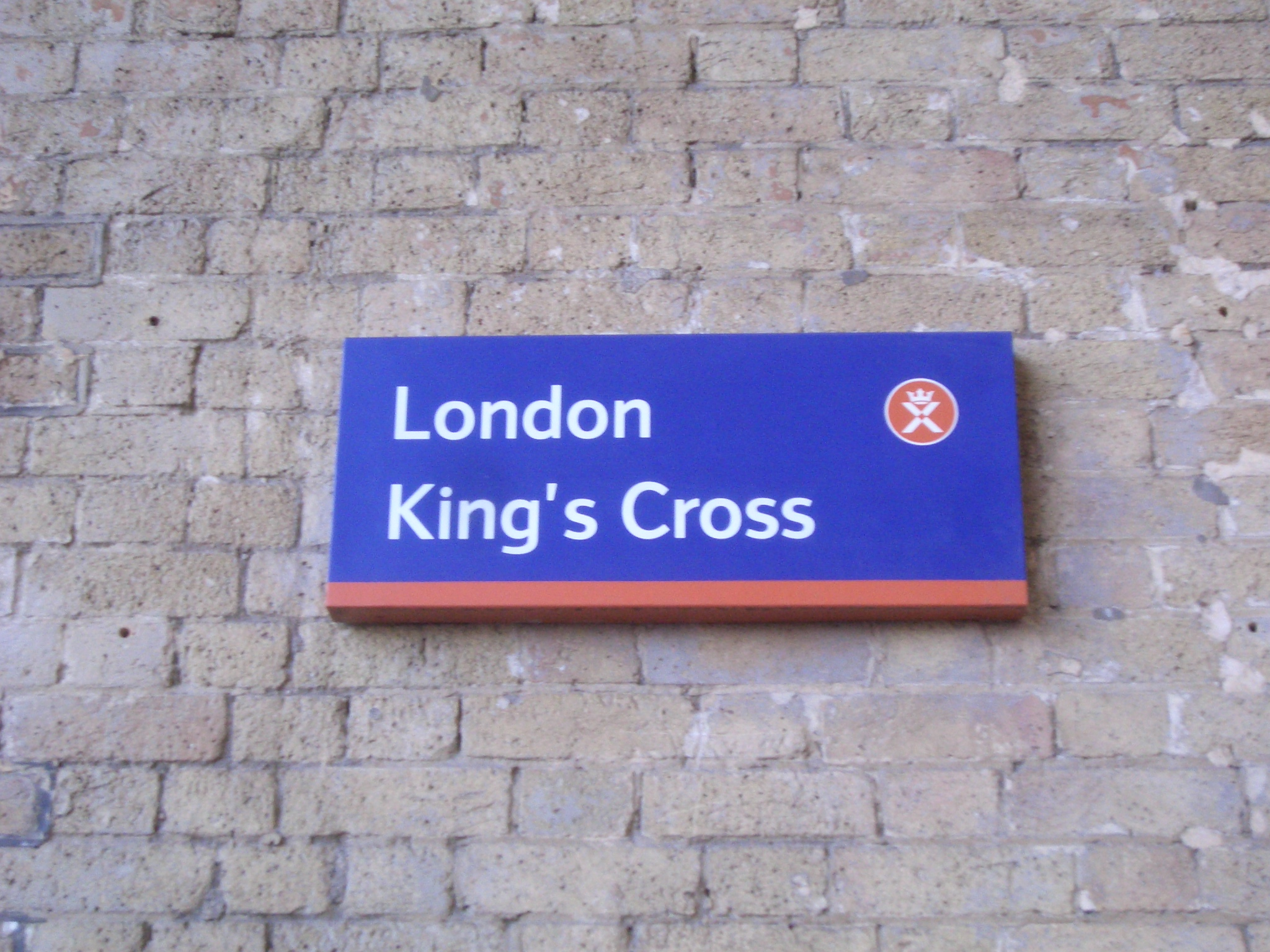
アポストロフィを含む標識

King's Cross（キングス・クロス）の駅名は、アポストロフィを付ける場合と付けない場合がある。
- ネットワーク・レールとロンドン地下鉄の駅、およびロンドン地下鉄地図では「King's Cross」が使われる。
- ネットワーク・レールのウェブサイトでは「King's Cross」と表示されている[14]。
- ナショナル・レールの時刻表データベースおよびその他のナショナル・レールのページでは「Kings Cross」が使用されている。この表記はトレインライン・オンライン予約システムでも見られる。キングス・リン（King's Lynn）やアリス・ウッド（Hall i' th' Wood）のような他の駅でもアポストロフィがないが、これらはシステム上の制限あるいは書式上の慣習であるとされている。
- 以前のイギリス国鉄もまたアポストロフィなしの「Kings Cross」を使用していた[15]。
- 「Kings X」または「London KX」は文字数に制限のある場合に使われる略語である。
- 「KGX」は駅コードとして使用されている。

## 運行

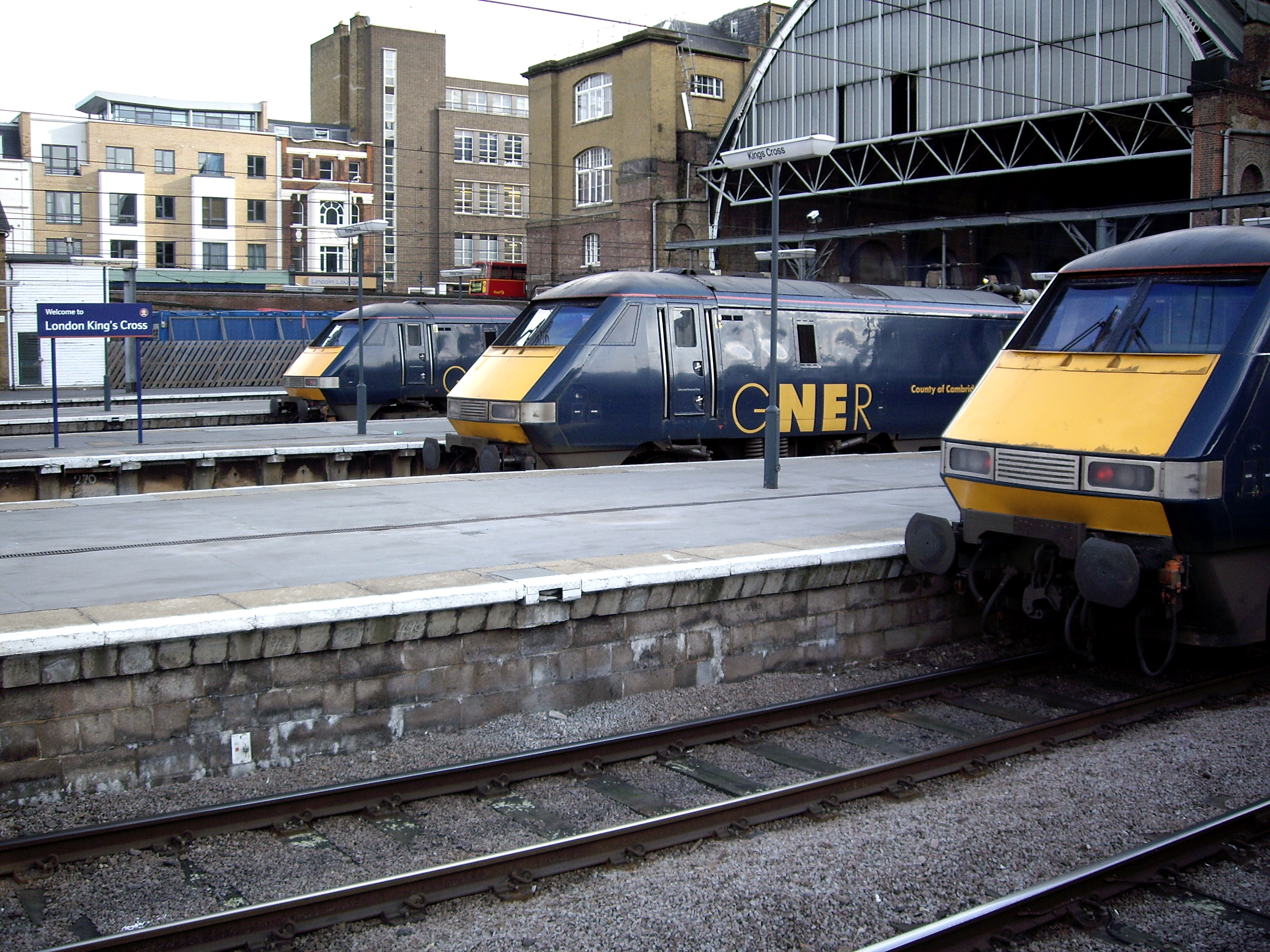
キングス・クロス駅に停車中のGNERインターシティー225（2006年）

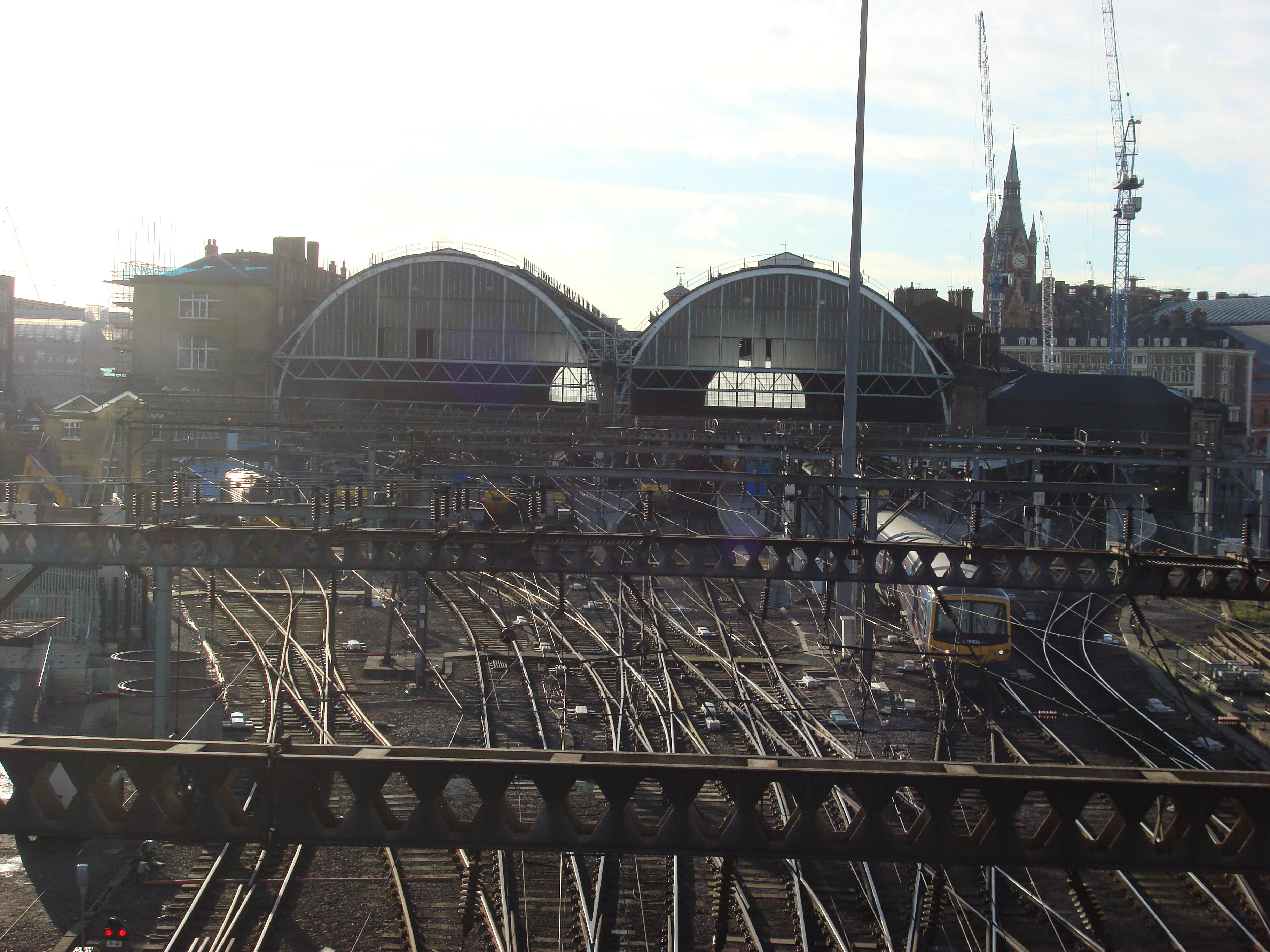
北側から見たキングス・クロス駅

イングランド北部・東部およびスコットランドへ／からの列車が発着する。ケンブリッジ、ピーターバラ、ハル、ドンカスター、リーズ、ヨーク、 ニューカッスル、エディンバラ、グラスゴー、ダンディー、アバディーン、そしてインヴァネスを結ぶ。
現在4つの鉄道会社が本線駅への運行を行っている：
- ロンドン・ノース・イースタン・レールウェイ（London North Eastern Railway）：インターシティでイースト・コースト本線の ピーターバラ、ドンカスター、リーズ、ウェークフィールド、ヨーク、ダーリントン、ダラム、ニューカッスル中央（英語版）、エディンバラ・ウェイヴァリー、リンカン中央、グラスゴー中央、ダンディー、 アバディーンおよびインヴァネスの各駅とを結んでいる。

- ゴヴィア・テムズリンク・レールウェイ（Govia Thameslink Railway）：「グレート・ノーザン（Great Northern）」ブランドにてノース・ロンドン、ハートフォードシャー、ベッドフォードシャー、ケンブリッジシャーおよびノーフォークへの近郊・ローカル列車を運行している。

- ハル・トレインズ（Hull Trains）：インターシティでイースト・コースト本線経由によりハルとを結んでいる。姉妹会社と異なり、ハル・トレインズは営業免許を持つ列車運行会社ではないが、オープン・アクセス協定の下で運行している。

- グランド・セントラル（Grand Central）：インターシティでイースト・コースト本線沿線のノース・ヨークシャー、ダラム・カウンティ、ブラッドフォード・インターチェンジそしてサンダーランドとを結んでいる。グランド・セントラルもまたオープン・アクセス運行会社の1つである。

## 隣の駅

### 現在
ナショナル・レール
■ロンドン・ノース・イースタン・レールウェイ
イースト・コースト本線
キングス・クロス駅 - スティブネイジ駅、ピーターバラ駅、ドンカスター駅、ウェイクフィールド・ウェストゲート駅またはヨーク駅
■ハル・トレインズ
イースト・コースト本線
キングス・クロス駅 - スティブネイジ駅
キングス・クロス駅 - グランサム駅
■グランド・セントラル・レイルウェイ
ロンドン - サンダーランド（イースト・コースト本線）
キングス・クロス駅 - ヨーク駅
ロンドン - ブラッドフォード
キングズクロス駅 - ドンカスター駅
■グレート・ノーザン（ゴヴィア・テムズリンク・レールウェイ）
イースト・コースト本線
キングス・クロス駅 - フィンズベリー・パーク駅またはセント・ネオーツ駅
ケンブリッジ・クルーザー
キングス・クロス駅 - ケンブリッジ駅
■テムズリンク（ゴヴィア・テムズリンク・レールウェイ）
ロンドン - ケンブリッジ
キングス・クロス駅 - フィンズベリー・パーク駅

## 信号設備
ネットワーク・レールはイースト・コースト本線のために本駅に信号室を所有しており、ビグルウェイドとロイストンまでの列車とノーザン・シティ線を制御している。ピーターバラ信号室がビグルウェイド以遠を、ケンブリッジ信号室がロイストン以遠をそれぞれ引き継ぐ。ゴヴィア・テムズリンク・レールウェイは、キングス・クロスPSBにあるサービス・デリバリー・センターと呼ばれる制御室からグレート・ノーザン・ルートの列車を制御している。 